# Dasineura teucrii
Dasineura teucrii är en tvåvingeart som först beskrevs av Tavares 1903.  Dasineura teucrii ingår i släktet Dasineura och familjen gallmyggor. Inga underarter finns listade i Catalogue of Life.